# David Conrad
David Crawford Conrad (Pittsburgh (Pennsylvania), 17 augustus 1967) is een Amerikaanse acteur. Van 2005 tot en met 2010 was hij te zien in de televisieserie Ghost Whisperer samen met Jennifer Love Hewitt.